# Martinete
Der Martinete ist ein Palo des Flamenco, das heißt eine seiner musikalischen und tänzerischen Formen.

## Herkunft
Einer verbreiteten Annahme zufolge ist der Martinete als Gesang der Arbeiter in Hammerschmieden (etwa in Triana (Sevilla)) entstanden; die Toná aus Cádiz sei die Vorgängerform gewesen. Die Bälge in den Schmieden habe man Martinetes genannt.
Der Lärm in den Schmieden und die körperlich sehr anstrengende Arbeit sprechen jedoch dagegen, dass die Arbeiter sie mit Gesang begleiteten. Der Martinete ist, noch mehr als andere Palos des Flamencos, eng mit der musikalischen Kultur der Gitanos verbunden. Ältere Einflüsse werden in alten sakralen Liedern vermutet, die in Synagogen gesungen wurden. Auch islamische Einflüsse sind möglich, neben autochthonen spanischen Einflüssen aus Andalusien und Asturien. Die Autoren Manuel Molina und Manuel Mairena vermuten, dass verschwundene Carceleras Vorgängerformen des Martinete waren. Laut Navarro Rodríguez war El Planeta in seinen späten Lebensjahren Schöpfer des Martinete; der Name beziehe sich auf den großen Industriekomplex von Málaga namens El Martinete.

## Charakter
Der Martinete ist ein Cante a palo seco, das heißt ohne Instrumentalbegleitung. Er verlangt vom Sänger höchste Hingabe und Ausdruckskraft. González Climent charakterisierte ihn so:

«El martinete es grito antropológico, sin falsías expresivas, verdad de a puño. Esta siempre al rojo vivo.»

„Der Martinete ist menschlicher Schrei, ohne falschen Ausdruck, nackte Wahrheit. Er ist stets rotglühend.“

Für gewöhnlich steigert der Sänger beim Vortrag die Tonhöhe. Gelegentlich wird der Martinete als Höhepunkt am Ende einer Toná oder Debla eingesetzt.

## Tonalität
Im Gegensatz zur Toná wird der Martinete überwiegend in Dur gesungen, mit gelegentlichen Einsprengseln der im Flamenco häufig verwendeten phrygischen Tonart.

## Rhythmus
Der Martinete hat keinen festen Rhythmus. Antonio Ruiz Soler schuf 1952 einen Tanz zum Martinete.  Er wählte dafür den versetzten 12/8-Rhythmus der Seguiriya. Seinem Vorbild folgend ist es üblich, sich bei einem getanzten Martinete an diesen Rhythmus zu halten.

## Verse
Die Strophen des Martinete bestehen aus vier achsilbigen Versen, entsprechend der spanischen Gedichtform Romance. Im Martinete redoblado werden Verse wiederholt, im Martinete natural hingegen nicht.
| Natural                                                                                              | Redoblado |
| --- | --- |
| Nadie diga que es locura Lo que estoy aparentando Que la locura se cura Y yo vivo agonizando.        | Nadie diga que es locura nadie diga que es locura esto que estabaíto yo aparentando que la locura que la locura se cura y yo vivo agonizando.               |
| | |
| Niemand sage, es sei Wahnsinn was ich darstelle dass der Wahnsinn heilt und es mit mir zu Ende geht. | Niemand sage, es sei Wahnsinn niemand sage, es sei Wahnsinn was ich darstellen werde dass der Wahnsinn dass der Wahnsinn heilt und es mit mir zu Ende geht. |

Häufiges Motiv war auch die harte Arbeit und die Unterdrückung in den Bergwerken Andalusiens:
Los gitanitos der Puerto

Fueron las más esgrasiaos

Que a las minas del asogue

Se los llevan sentenciaos

Y al otro día siguente

Les pusieron una gorra

Con alpargatas de esparto,

Que er sentimiento m’ajoga.

Y al otro día siguente

Les pusieron un maestro

Que a aquer que no andaba listo

E un palo lo echara ar suelo.
Die kleinen Gitanos von Puerto

Waren die Unglücklichsten von allen

Die in die Quecksilberminen

Verdammt sich fanden.

Und am nächsten Tag

Setzte man ihnen eine Mütze auf

Gab ihnen Schuhe aus Espartogras

Sodass das Mitleid mir die Kehle zuschnürte.

Und am nächsten Tag

Wies man ihnen einen Meister zu

Wer nicht einsatzbereit war

Den warf er mit dem Stock zu Boden.